# Philippe Pugnat
Philippe Pugnat (Sallanches, 10 settembre 1959) è un ex sciatore alpino francese.

## Biografia
Discesista puro, Pugnat ottenne il primo risultato di rilievo in Coppa del Mondo il 12 gennaio 1980 a Kitzbühel (15º) e ai successivi XIII Giochi olimpici invernali di Lake Placid 1980, sua unica presenza olimpica, si classificò al 25º posto; l'ultimo piazzamento della sua carriera agonistica fu il 12º posto ottenuto nella discesa libera di Coppa del Mondo disputata il 7 dicembre dello stesso anno a Val-d'Isère.

## Palmarès

### Coppa del Mondo
- Miglior piazzamento in classifica generale: 91º nel 1981

### Campionati francesi
- 1 medaglia (dati dalla stagione 1979-1980):
  -  1 oro (discesa libera nel 1980)[senza fonte]